# Sirtaki
Sirtaki (właściwie Sirtáki, lub Syrtáki, grec. συρτάκι) –  popularny grecki taniec pseudoludowy, stworzony w 1964 na potrzeby filmu Grek Zorba. Taniec nazywany jest też tańcem Zorby lub po prostu Zorbą. Klimatem i choreografią zbliżony do autentycznych greckich tańców ludowych. 
Muzykę filmową napisał Mikis Theodorakis. Łączy ona szybką i wolną wersję tańca chasapiko (grec. Hasápikos, Chasápikos). Początkowe metrum na 4/4 wraz z przyspieszeniem muzyki zmienia się na 2/4.
Sirtaki w odróżnieniu od większości greckich tańców ludowych nie tańczy się w kole trzymając się za ręce. Tancerze sirtaki (według fabuły filmu, na potrzeby którego taniec wymyślono: tylko mężczyźni) tworzą linię kładąc dłonie na ramionach sąsiada.
Sirtaki jest zdrobnieniem od sirtós, nazwy najbardziej tradycyjnego rodzaju ludowego tańca greckiego z akompaniamentem buzuki. Sirtaki, "mały sirtós", jest przeważnie tańczony przez niewielką liczbę tancerzy i w przeciwieństwie do stałych kroków sirtósa i innych tańców ludowych, dopuszczalna jest improwizacja i kombinacja figur i kroków. Współcześnie sirtáki jest atrakcją regionalną, graną w tawernach lub dla turystów na tzw. wieczorach greckich w hotelach.